# Prasophyllum chasmogamum
Prasophyllum chasmogamum är en orkidéart som beskrevs av Robert J. Bates och David Lloyd Jones. Prasophyllum chasmogamum ingår i släktet Prasophyllum och familjen orkidéer.
Artens utbredningsområde är Victoria i Australien. Inga underarter finns listade i Catalogue of Life.